# General-Anzeiger für Dortmund
Der General-Anzeiger für Dortmund, häufig auch als „Dortmunder General-Anzeiger“ bezeichnet, war vor dem Zweiten Weltkrieg die größte deutsche Tageszeitung außerhalb Berlins.
Die Zeitung führte unterschiedliche Titel, so „General-Anzeiger für Dortmund und die Provinz Westfalen“ (bis 27. November 1926), dann „Generalanzeiger für Dortmund und das gesamte rheinisch-westfälische Industriegebiet“.

## Geschichte
Die von dem Redakteur Karl „Karlchen“ Richter und dem Verleger Friedrich Wilhelm Ruhfus 1890 zunächst als „Dortmunder Nachrichten, unabhängiges Organ für jedermann“ begründete Zeitung galt als linksliberal. Herausgegeben wurde die Zeitung ab 1906 durch die Dortmunder Verlegerfamilie Krüger, die bereits zuvor mit dem „Dortmunder Wochenblatt“ (1828), „Dortmunder Anzeiger“ (1847) und dem Satireblatt „Kladderadatsch“ publizistische Erfahrung gesammelt hatte. Die Familie Krüger betrieb bis in das Jahr 2006 eine traditionsreiche Buchhandlung in der Dortmunder Innenstadt, die bis zur Schließung am 24. Januar 2009 von der Mayerschen Buchhandlung weitergeführt wurde. Ab 1929 war Jacob Stöcker (1886–1969) Chefredakteur der Zeitung. Dessen Devise lautete: „Das große umfassende Organ einer großen Volksfront der gesamten deutschen Linken“. Für den Dortmunder General-Anzeiger arbeiteten unter anderen einer der bekanntesten deutschen Pressezeichner der Weimarer Republik Emil Stumpp, Kurt Tucholsky, Carl von Ossietzky, Erich Grisar, Hans Tombrock, Theodor Lessing, Erik Reger und Paul Polte alias Peter Polter. 1933 hatte das Blatt eine Auflage von 350.000 Exemplaren.
Den Nationalsozialisten war das Blatt schon Jahre vor Hitlers Machtergreifung 1933 ein Dorn im Auge. 1926 diffamierte der spätere NS-Propagandaminister Joseph Goebbels die Zeitung als „ein Schundblatt, ein Schmarren, eine geistige Kost, die [...] wie ein Brechmittel“ wirke. [...] „Darin fabriziert der Jude die öffentliche Meinung, [...] die Meinung der Dummen, Faulen, Lauen und Feigen.“
Nach der Machtergreifung durch die Nationalsozialisten veröffentlichte der Dortmunder General-Anzeiger am 20. April („Führergeburtstag“) auf der Titelseite eine Zeichnung Hitlers von Emil Stumpp, die von den Nazis als „Verhöhnung des Führers“ bezeichnet wurde. Darauf wurde der Verlag umgehend beschlagnahmt und sein gesamtes Betriebsvermögen von der NSDAP eingezogen. Die Zeitung wurde anschließend als Parteizeitung Westfälische Landeszeitung – Rote Erde für den Gau Westfalen-Süd weitergeführt.
Als Nachfolgezeitung verstand sich die Westfälische Rundschau, die von 1946 bis 2014 mit dem Untertitel Dortmunder General-Anzeiger erschien.